# Ломбардо, Франсиско
Хуа́н Франси́ско Ломба́рдо (исп. Juan Francisco Lombardo; 11 июня 1925, Мендоса — 24 мая 2012, Лас-Эрас) — аргентинский футболист, защитник. Провёл 37 матчей за сборную Аргентины. Участник Чемпионата мира по футболу 1958 года.

## Карьера

### Клубная
Первым клубом Ломбардо был «Ньюэллс Олд Бойз». В 1952 году он перешёл в «Бока Хуниорс», где и провёл большую часть своей карьеры. За «Боку» Ломбардо сыграл 196 матчей, забив один мяч, в игре с «Платенсе», завершившимся вничью.
В 1960 году Франсиско перешёл в стан главных соперников «Боки» «Ривер Плейт», за который он провёл один сезон, сыграв 9 матчей.

### Сборная
В составе сборной Аргентины Ломбардо играл на 4-х Кубках Америки (1955, 1956 и дважды в 1959 годах), а также на Чемпионате мира по футболу 1958 года. Всего за сборную Аргентины он провёл 37 матчей.

## Достижения
Бока Хуниорс
- Чемпион Аргентины: 1954

Сборная Аргентины
- Победитель Кубка Америки: 1955, 1959 (Аргентина)